# アダム・マヘル
アダム・マヘル（Adam Maher, 1993年7月20日 - ）は、モロッコ・ドラア＝タフィラルト地方エティズ出身のサッカー選手。ダマクFC所属。元オランダ代表。ポジションはMF。

## 来歴

### クラブ
2010年からAZアルクマールのトップチームに所属し、12月15日、UEFAヨーロッパリーグのFC BATEボリソフ戦でプロデビューを果たし、初ゴールも記録した。この得点でヨーロッパリーグでのオランダ人最年少得点記録を更新した。
2013年6月30日、PSVアイントホーフェンへの移籍が発表された。2016年8月31日、スュペル・リグのオスマンルスポルFKへシーズンローンで加入することが発表された。
2019年6月、FCユトレヒトと3年契約を交わした。
2022年7月11日、ダマクFCに移籍した。

### 代表
U-17オランダ代表として2009 FIFA U-17ワールドカップに出場した。

## タイトル
クラブ
AZ
- KNVBカップ : 2012-13

PSV
- エールディヴィジ : 2014-15, 2015-16
- ヨハン・クライフ・スハール : 2015, 2016